# Мойсей Георгіос
Мойсей Георгіос (д/н — бл. 1190) — цар держави Мукурри-Нобатії в 1158—1190 роках.

## Життєпис
Син царя Георгіоса IV. Посів трон 1158 року. Спочатку продовжив політику попередника із збереження зовнішнього та внутрішнього миру. У другій половині панування через політику Саладіна, що захопив владу в Єгипті, посилилися напади бедуїнських племен, яких тюркські військовики стали тіснити на південь.
У відповідь 1172 року за підтримки вигнанців з Єгипту війська Мукурри атакували Асуан. Війська Аюбідів на чолі з туран-шахом відбили напад на місто. 1173 року Мойсей Георгіос відправив нове військо на підкорення Асуану. Проте знову невдало. Туран-шах перейшов у наступ, захопивши місто Ібрім. До 1175 року війська Аюбідів вчиняли грабіжницькі напади на Нижню Нубію, зокрема вони захопили та пограбували місто Парохас. У битві біля Адіндану військо Мукурри завдало загарбникам поразки. після цього укладено мир, за яким скасовувалося сплати рабів Мукуррою, що здійснювалося відповідно до бакту 652 року.
До кінця правління Мойсей Георгіос стикнувся з повстання в Алві, яка ймовірно до кінця панування цього володаря відновила самостійність. тут посів трон родич Павло.
Через припинення постачання хліба з Єгипту зростає вага сільськогосподарських угідь. Посада наглядача за зерносховищами стає однією з провідних в державі. Значні зусилля докладаються до будівництва нових укріплень або реконструкції існуючих, але занедбаних оборонних споруд. Відбувається поступова нубіанізація церковного та державного управління, причому грецька та коптська втрачають перевагу як офіційні мови на користь старонубійської.
Помер близько 1190 року. Йому спадкує якійсь Ях'я, але ця інформація взята з арабських джерел. Тому напевне він все ж таки звався Іоанн III. Можливо, такий факт відбив початок ісламізації знаті, що закріпилося приходом до влади мусульманина Мурташкара.